# Lubków (Bolesławiec)
Pour les articles homonymes, voir Lubków.
Lubków est une localité polonaise de la gmina de Warta Bolesławiecka, située dans le powiat de Bolesławiec en voïvodie de Basse-Silésie.